# Szemenré
Szemenré (más néven Szmenré vagy Szemenenré) az ókori Egyiptom egyik uralkodója volt a második átmeneti korban. A szintén kevés leletről ismert II. Nebiriaut követte a trónon. Kim Ryholt szerint i. e. 1601–1600, Detlef Franke szerint i. e. 1580 körül uralkodott; Ryholt a XVI., Franke a XVII. dinasztiához sorolja.
Szemenrének egyedül uralkodói neve ismert; egy ismeretlen lelőhelyű ón-bronz baltáról került elő, melyet ma a londoni Petrie Múzeumban őriznek (UC30079). Lehetséges, hogy a 11. oszlop 7. neve az övé a torinói királylistán. A trónon Szeuszerenré Bebianh követte, akinek uralkodása idejéből több építkezés és bányászati tevékenység nyoma maradt fenn, mint a dinasztia bármely más királya idejéből, Dzsehutit leszámítva.

## Fordítás
- Ez a szócikk részben vagy egészben  a   Semenre című angol Wikipédia-szócikk ezen változatának fordításán alapul.  Az eredeti cikk szerkesztőit annak laptörténete sorolja fel. Ez a jelzés csupán a megfogalmazás eredetét és a szerzői jogokat jelzi, nem szolgál a cikkben szereplő információk forrásmegjelöléseként.